# Sarah Meier

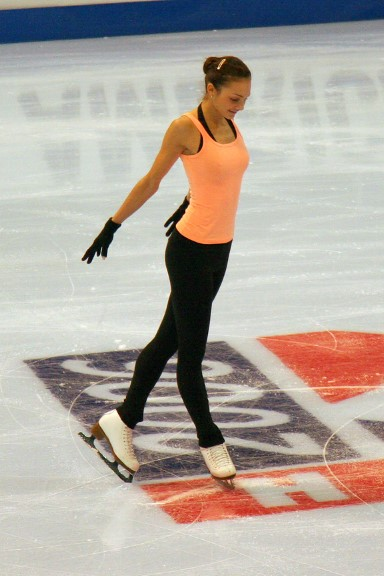
Sarah Meier

Sarah Meier (Bülach, 4 mei 1984) is een Zwitserse kunstschaatsster.
Meier was actief als individuele kunstschaatsster en werd voor het laatst gecoacht door Eva Fehr.
In 2000 veroverde ze de bronzen medaille op het WK voor junioren. Op het EK van 2007 en het EK van 2008 won ze beide keren de zilveren medaille. Op het EK van 2011 dat in Bern in haar vaderland werd gehouden, behaalde ze haar grootste succes, ze werd Europees kampioene. Ze werd de 31e Europees kampioene en de tweede Zwitserse vrouw die deze titel behaalde, Denise Biellmann ging haar in 1981 voor.
Nationaal werd ze in 1998 kampioene bij de junioren. In 1999 werd ze tweede bij de senioren en vanaf 2000 won ze elk kampioenschap waar ze aan deel nam, ze ontbrak op de kampioenschappen van 2002, 2004, 2009 en 2011.
| records             | punten | datum      | toernooi |
| ------------------- | ------ | ---------- | -------- |
| Hoogste totaalscore | 171.88 | 20-03-2008 | WK 2008  |
| Hoogste korte kür   | 60.87  | 18-01-2006 | EK 2006  |
| Hoogste lange kür   | 113.00 | 26-01-2008 | EK 2008  |

## Belangrijke resultaten
| Kampioenschap           | 97/98 | 98/99  | 99/00 | 00/01 | 01/02 | 02/03 | 03/04 | 04/05 | 05/06 | 06/07  | 07/08  | 08/09 | 09/10 | 10/11 |
| ----------------------- | ----- | ------ | ----- | ----- | ----- | ----- | ----- | ----- | ----- | ------ | ------ | ----- | ----- | ----- |
| Olympische Spelen       |       |        |       |       | 13e   |       |       |       | 8e    |        |        |       | 15e   |       |
| Wereldkampioenschap     |       |        |       | 12e   |       | 19e   | 13e   | 14e   | 6e    | 7e     | 6e     | 9e    | 26e   |       |
| Europees Kampioenschap  |       |        | 16e   | 5e    | 13e   |       | 10e   | 10e   | 4e    | Zilver | Zilver |       | 5e    | Goud  |
| Nationaal Kampioenschap |       | Zilver | Goud  | Goud  |       | Goud  |       | Goud  | Goud  | Goud   | Goud   |       | Goud  |       |
| WK junioren             |       | 10e    | Brons |       |       |       |       |       |       |        |        |       |       |       |
| NK Junioren             | Goud  |        |       |       |       |       |       |       |       |        |        |       |       |       |